# 鸣皋站
鳴皋站（韓語：명고역）是朝鮮民主主義人民共和國江原道通川郡的一個鐵路車站，属于金刚山青年线。

## 历史
- 1929年9月1日，落成使用。
- 1950年，停止使用。
- 1996年，重新使用。

## 邻近车站
金刚山青年线
洞庭湖站 - 鳴皋站 - 金峰江站